# William Camden
William Camden, född 2 maj 1551 i London, död 9 november 1623 i Chislehurst, var en engelsk fornforskare.

## Biografi
Camden blev lärare vid skolan i Westminster 1575 och rektor där 1592. År 1597 blev han överhärold (king of arms). Camdens mest betydande verk är Brittania (1586), en historisk-topografisk beskrivning, till vilken Camden samlade material under vidsträckta resor i landet. 
Camden utgav dessutom i Anglica, Hibernica, Normannica, Cambrica, a veteribus scripta (1602–1603) äldre krönikelitteratur. Han skänkte 1622 medel till en professur i historia vid universitetet i Oxford, där 1838 hans minne hugfästes genom bildandet av ett sällskap, Camden Society, för utgivandet av historiska källskrifter.